# Kyle Landry
Ne doit pas être confondu avec Carl Landry.
Kyle Landry, né le 4 avril 1986, à Calgary, en Alberta, est un joueur canadien de basket-ball. Il évolue au poste d'ailier.